# Oravijärvi
Oravijärvi är en sjö i Finland. Den ligger i kommunerna Sonkajärvi och Vieremä i landskapet Norra Savolax, i den centrala delen av landet, 400 km norr om huvudstaden Helsingfors. Oravijärvi ligger 138,1 meter över havet. Den är 5,45 meter djup. Arean är 1,08 kvadratkilometer och strandlinjen är 7,29 kilometer lång. Sjön  ingår i Vuoksens huvudavrinningsområde.   I omgivningarna runt Oravijärvi växer i huvudsak blandskog.